# Galería Hus
La Galería Hus (Hus Gallery) es una galería de arte contemporáneo que fue fundada en 2010, con ubicaciones en el centro de Londres y Copenhague, Dinamarca.

## Exposiciones
- Johan Van Mullem, 'Origin', Solo Exhibition.[2]
- Purdey Fitzherbert, 'Afterimage', Solo Exhibition.[3]
- Howard Tangye, 'Casting the Line', Solo Exhibition.[4]
- The Back of Beyond, Adam Bainbridge, Sam Irons & Neil Raitt.[5]
- Floating Perspectives, Seung Ah Paik, Solo Exhibition.[6]
- Space Age, Ophelia Finke, Konrad Wyrebek, Santiago Taccetti & Nathan Green.
- Massimo Agostinelli, Palindromes Series, 2014 Solo Exhibition.[7]
- Human Interface, Ben Noam, Garrett Pruter, Yarisal & Kublitz, Johnny Abrahams, Nick Van Woert, and Grear Patterson.
- Neil Raitt, Cabinectomy, Solo Exhibition, The Goss-Michael Foundation.
- Gregor Gleiwitz, Predator, Solo Exhibition.[8]
- Virgile Ittah & Kai Yoda, Walking on the beach imitating sand.
- ISO 9001, Santiago Taccetti.[9]